# プラエネステのフィーブラ

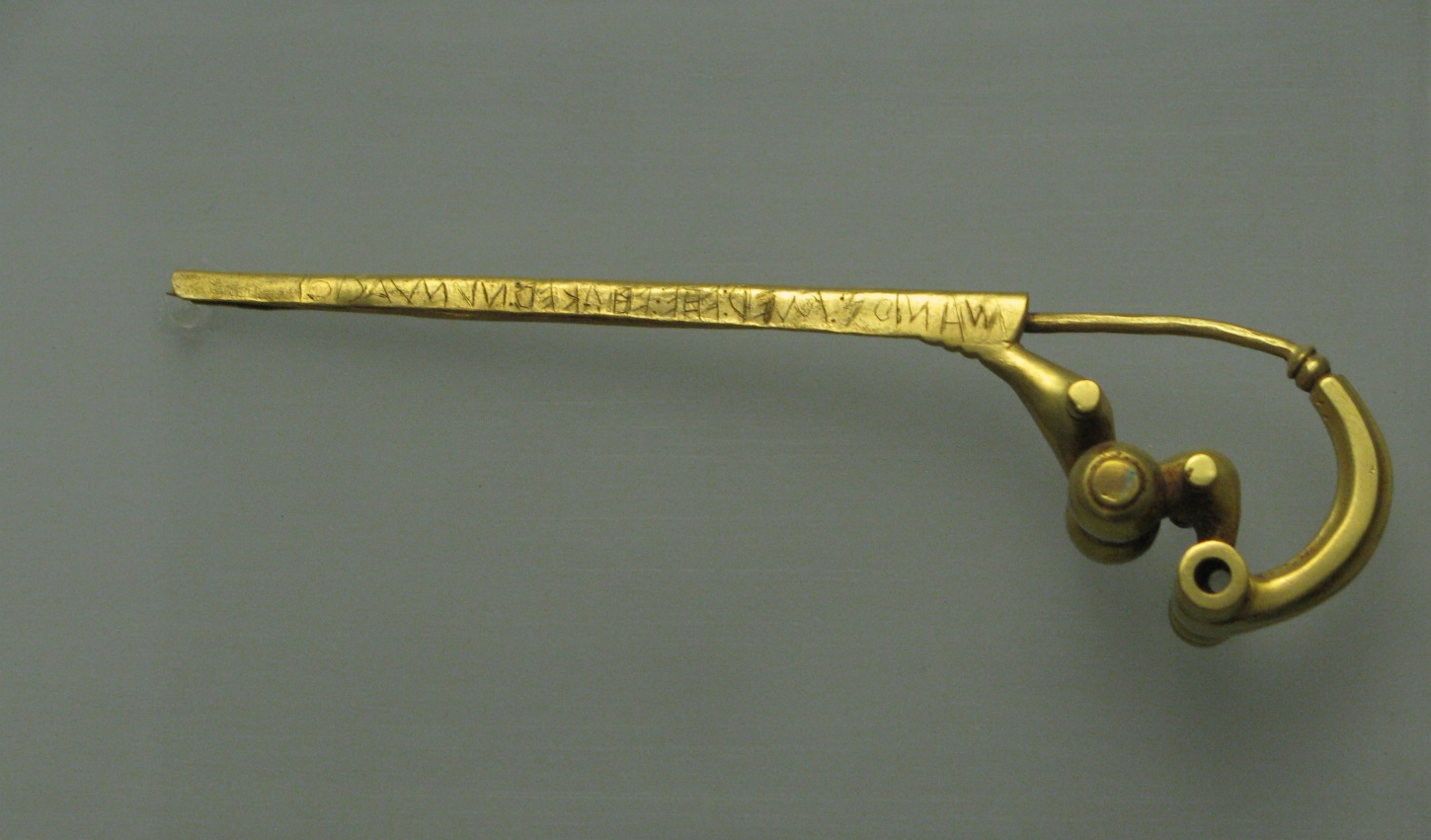
プラエネステのフィーブラ

プラエネステのフィーブラ（ラテン語: Fibula praenestina）とは、紀元前600年頃のものと言われる、ラテン語の刻文の書かれたフィーブラ（留め具）。刻文はわずか1行の短文ながら、ラテン語で書かれた最古の文章であり、きわめて古風な特徴を示す。ただし贋作説があり、真作かどうかは現在も決着がついていない。

## 概要
プラエネステのフィーブラは、ローマの東にあるパレストリーナ（古名プラエネステ）で発見されたといわれる、長さ11cmの黄金製のフィーブラで、1877年にドイツの考古学者のヴォルフガング・ヘルビヒによって発表された。ローマのピゴリーニ国立先史民族博物館が所蔵している。

## 刻文

刻文の模写。右横書き

刻文はエトルリア式のギリシア文字で右から左に書かれている。単語はコロンに似た記号で区切られている。翻字すると以下のようになる。
Manios:med:vhe:vhaked:Numasioi （正確には vhe:vhaked のコロンだけは3点の⁝）
これを古典ラテン語に直すと以下のようになる。
Manius me fecit Numerio 「マーニウスが私（=フィーブラ）をヌメリウスのために作った」
古典ラテン語とくらべて、以下のような特徴がある。
1. /f/ の音を表すのに、原始エトルリア文字の FH（vh、F はディガンマ）を使用している[1][3][4]。
2. 古典ラテン語に見られる、第一音節以外の母音の弱化（e→i, o→u, a→e）が見られない[2][3]。
3. 古典ラテン語のロータシズム（母音間の s が r に変化する現象）が起きていない[3]。
4. 与格の語尾が -oi になっている[2]。
5. 一人称単数代名詞の対格が med になるのは他の古い碑文にも見られるが、その起源は明らかでない[5]。
6. もっとも風変わりなのは vhevhaked で、ラテン語で完了を表すのに畳音を使うのは特定の動詞に限られ、facio の完了に畳音が使われた例はほかにない。ただ、ラテン語と同じイタリック語派の他の言語（オスク語など）では畳音が使われるため、プラエネステがオスク語地域との境界近くに位置していることと関係があるかもしれない[2]。また、古典ラテン語と違って、第一次語尾の -t と第二次語尾の -d を区別している[6][3]。

## 贋作説
ヘルビヒが正確な出土地を明らかにしなかったこともあり、プラエネステのフィーブラには19世紀以来疑いの目が向けられていた。1975年にカリフォルニア大学バークレー校の古典学者アーサー・E・ゴードンがプラエネステのフィーブラの真贋に関する研究を発表した。1980年にローマ大学の考古学者・古文字学者であるマルゲリータ・グァルドゥッチ（Margherita Guarducci）が学際的な研究を行い、プラエネステのフィーブラを当時の古物商であったフランチェスコ・マルティネッティによる贋作であり、刻文はヘルビヒ本人によるものと結論づけた。グァルドゥッチによれば、古いものに見せかけるために、フィーブラを酸で処理した跡が見られた。ゴードンもグァルドゥッチ説に賛成した。
しかし、これで決着がついたわけではなかった。古代の金属加工の専門家のエディルベルト・フォルミリは、1992年に再検討を行い、フィーブラを紀元前のものと考えても無理がないこと、酸による処理は古く見せかけるためではなく、出土時に汚れを取るために行った可能性もあることなど、1980年とは逆の結論を下した。2011年にピゴリーニ国立先史民族博物館では新たな科学的調査によって、フィーブラが紀元前7世紀前半のものであると結論づけた。